# Horsain
Un horsain ou horsin (horsaine ou horsène au féminin) est, en parler normand, un étranger à la Normandie. La méfiance traditionnelle des Normands fait aussi appeler « horsain » le Normand d’un autre pays normand. Ce nom est appliqué aux étrangers de façon négative mais aussi de façon affectueuse.
Du fait de sa prononciation « orzin », ce nom a aussi été orthographié « horzin ».

## Étymologie
Ce nom apparaîtrait au XIIIe siècle et serait formé à partir du mot forain (étranger), lui-même issu vers 1170 du bas latin foranus (qui dépasse au dehors), du latin classique foris (dehors) employé comme préposition en latin (hors). Hors a longtemps coexisté avec une variante phonétique synonyme fors qui disparait au XVIIe siècle. Forain a aussi donné en ancien provençal foran, de même sens que horsain.
Utilisé d'abord par une grande partie des locuteurs de langue d'oïl, le terme s'est ensuite restreint à un usage normand.

## Parler populaire
Ce mot du parler normand est aujourd'hui passé dans le langage courant des Normands. Relevé dans le quotidien régional Ouest-France pour relater une soirée de chansons à Caen : « Que l'on soit Normand ou horsain, difficile de résister au charme des chansons en patois. ». Il est aussi utilisé par les horsains pour se distinguer eux-mêmes des Normands, tel Pierre Estorges d'origine corrézienne : « Je suis un horsain, devenu Normand et attaché à la région. »

## Climatologie
L'hydrologue Jean-Marie Masson appelle horsain un évènement climatique exceptionnel, c'est-à-dire une donnée aberrante (en anglais outlier) dans les termes de la statistique des événements extrêmes.

## Littérature

### Le Horsain
Originaire du Havre, l'abbé Bernard Alexandre (1918-1990), en plus de son sacerdoce de curé à Vattetot-sous-Beaumont (en pays de Caux, à 30 kilomètres du Havre), est connu pour ses talents de conteur révélé par ses Histoires cauchoises mais aussi et surtout pour sa qualité d'écrivain que l'on pourrait qualifier d'ethnologue avec un roman autobiographique paru dans la collection « Terre Humaine » en 1988 : Le Horsain. Vivre et Survivre en pays de Caux. 
« Nous sommes au cœur du pays de Caux. [...] Mais voilà, je ne suis pas cauchois, je n’ai pas vu le jour sur le plateau, comme ma mère. Je monte de la grande ville que j’ai quittée ce matin. Je suis un horsain : un étranger. »

### Le Horla
À en croire certains spécialistes de l’œuvre de Guy de Maupassant, le terme « Horla », inventé par l'auteur originaire de Seine-Maritime, et qui donne son titre à l'une de ses dernières nouvelles fantastiques, Le Horla, pourrait être inspiré de horsain. Ainsi, d'après Marie-Claire Bancquart :
« Point n’est besoin de s’interroger sur la signification de ce terme (Horla) ; il veut dire « celui qui vient d’ailleurs », le « horsain » (étranger) du dialecte normand. Le patronyme Horlaville est des plus fréquents en Normandie. »

## Cinéma
Bernard Alexandre a adapté pour le cinéma son livre. Le Horsain, film réalisé en 1998 par Philippe Venault avec Emmanuel Salinger dans le rôle-titre.
La nouvelle de Guy de Maupassant Le Horla a été adaptée à l'écran et réalisée, en 1966, par Jean-Daniel Pollet avec Laurent Terzieff.